# Wohlstand
Wohlstand (auch Wohl, Wohlergehen) ist ein positiver Zustand, der individuell unterschiedlich wahrgenommen wird. Wohlstand setzt sich aus immateriellem und materiellem Wohlstand (siehe auch Lebensstandard) zusammen. Der Lebensstandard ist leichter zu messen. Umgangssprachlich ist mit Wohlstand gemeint, dass jemand mehr Geld als „normal“ zur Verfügung hat bzw. dass es ihm in materieller Hinsicht an nichts mangelt.
Im Rahmen politischer Entscheidungen und Wirkungsweisen wird bislang meist der materielle Wohlstand bzw. das Bruttoinlandsprodukt pro Kopf als Indikator für materiellen Wohlstand berücksichtigt. Als „Wohlstandsindikatoren“ werden Faktoren des Engelschen Gesetzes und Indizes der menschlichen Entwicklung verwendet.
Im Rahmen der Veränderungen unserer Gesellschaft wird gefordert, dass auch andere Aspekte von Wohlstand wahrgenommen und in den politischen Diskurs aufgenommen werden, z. B. die geistige Entwicklung und das seelische Gleichgewicht.

## Geschichtliche Entwicklung
Der Ethnologe Marshall Sahlins bezeichnete die Wildbeuterkulturen (der warmen Länder) als die ursprünglichen Wohlstandsgesellschaften, denn alle Bedürfnisse wurden erfüllt und es blieb viel Zeit für die Muße. Im Durchschnitt mussten sie nur zwei bis fünf Stunden täglich für die Jagd, das Sammeln und die Nahrungszubereitung aufwenden. In der modernen Konsumgesellschaft indes erzeugt die Werbung ständig neue Bedürfnisse, die jedoch ohne Geld und Job oftmals nicht erfüllbar sind. Sahlins weist ausdrücklich darauf hin, dass es vermessen wäre, unsere modernen Vorstellungen von einem guten Leben als einzig wahren Maßstab anzusehen.

„Unser größter Wohlstand liegt in der Zahl der Kupunas (Ältesten)“

Die Interpretation von Wohlstand hat sich im Laufe der Zeit stark verändert. Im Altertum und Mittelalter war Wohlstand im Wesentlichen durch ethische und religiöse Normen bestimmt. Das Oberziel des Merkantilismus (in Deutschland Kameralismus) war das Wohlergehen des Herrschers. Für Physiokraten (18. Jahrhundert, Quesnay) galten die Erzeugnisse aus der Landwirtschaft als einzige Quelle des Wohlstandes. Der Faktor Arbeit und das Prinzip der Arbeitsteilung gewannen in der Zeit der Klassik an Relevanz (Adam Smith: Der Wohlstand der Nationen; David Ricardo, Malthus).

„Anmut, Ordnung, Wohlständigkeit und Würde sind unzertrennbar“

Im Rahmen des Utilitarismus war die individuelle Wahrnehmung des Wohlstandes nach dem „Prinzip des größten Glücks für die größte Zahl“ von Bedeutung. Alfred Marshall führte Anfang des 20. Jahrhunderts die Theorie der Konsumentenrente ein, die den ökonomisch-materiellen Wohlstandsaspekt berücksichtigt. Schon Pigou hat Anfang des 20. Jahrhunderts die Messbarkeit des Geldes und die Kriterien für Wohlstandssteigerung aufgefasst. In der New Welfare Economy basierte Wohlstand auf dem Prinzip des Pareto-Optimums, das durch das individuelle Wohlbefinden der einzelnen Haushalte gekennzeichnet war. Das heutige Verständnis von Wohlstand wird über die Volkswirtschaftliche Gesamtrechnung ermittelt. Bereits Mitte des 17. Jahrhunderts wurde diese erstmals durch die Schätzung des Volkseinkommens von Petty erfasst. In Deutschland geht diese auf Leopold Krug zurück. Im Laufe der Zeit haben Keynes und Föhl die Theorie des Wirtschaftskreislaufs weiterentwickelt. Ihre Arbeiten dienten als Grundlage für internationale Systeme wie das der OECD. Heutzutage liegt die 3. Auflage des System of National Accounts (Volkswirtschaftliche Gesamtrechnung, 1993) vor, in europäischer Version ESVG 1995 (Europäisches System Volkswirtschaftlicher Gesamtrechnung). Bis heute ist es die Basis für die Berechnung von volkswirtschaftlichen Kennzahlen.

## Glücksforschung
Wirtschaftswissenschaftler wie Bruno S. Frey haben unter anderem den Zusammenhang zwischen der Entwicklung des Einkommens und dem Wohlbefinden untersucht und dabei die These aufgestellt, dass es wichtiger sei, sich mit den Bedingungen des Glücklichseins als mit dem durchschnittlichen Glücksniveau zu beschäftigen. In Happiness Research in Economics beschreibt Frey vier Probleme der Ökonomie: das Einkommen, die Arbeitslosigkeit, die Inflation und die Ungleichheit. Er versucht zu zeigen, dass Arbeitslosigkeit den größten negativen Effekt auf das Glücksempfinden hat, da sie das Einkommen begrenzt. Durch die Inflation wird das Glücksempfinden laut Frey eher weniger beeinflusst. In dem Buch wird außerdem die Bedeutung der Sozialnormen hervorgehoben. So scheinen die negativen Effekte der Arbeitslosigkeit auf das Wohlergehen der Menschen geringer zu sein, wenn dieser Zustand sozial akzeptiert wird. Neben der Arbeitslosigkeit beeinflussen Frey zufolge auch andere wirtschaftliche Faktoren das Wohlbefinden des Menschen. So werde das Glücksempfinden durch die Steigerung des Einkommens positiv beeinflusst. (Vergleiche aber: Ökonomische Glücksforschung.)
Der asiatische Staat Bhutan hat zur Glücksforschung eine Staatskommission eingesetzt, die regelmäßig das „Bruttonationalglück“ der Bevölkerung ermittelt. Das Land hat ein nicht wachstumsorientiertes Wirtschaftsmodell in seiner Verfassung verankert und wird von Vertretern der wachstumskritischen Bewegung als ein Beispiel genannt, andere Staatsziele als Wirtschaftswachstum zu verfolgen.

## Einflussfaktoren
Die Einflussfaktoren lassen sich in positive und negative Aspekte unterteilen. Negative Einflussfaktoren können die Steigerung des Wohlstands verhindern oder ihn senken. Dagegen tragen positive Einflussfaktoren zum Anstieg des Wohlstandes bei.
| Einflussfaktoren            | positive | negative |
| --------------------------- | --- | --- |
| Politische Situation        | Frieden, Sicherheit, Freiheit, Meinungsfreiheit, Pressefreiheit,                                                  | Krieg, Flucht, Einfluss des Militärs, Isolation, geschlossene Grenzen, Blockaden, Korruption, unkontrollierte Macht, Populismus, Terrorismus |
| Wirtschaftliche Situation   | steigende Arbeitsproduktivität, Steigung der realen Löhne, homogene Einkommensverteilung, technischer Fortschritt | Inflation, Geldentwertung, Verlust von Eigentum, Arbeitslosigkeit, häufige Streiks, Rechtsunsicherheit, zu hohe Staatsverschuldung           |
| Ökologische Situation       | saubere Luft und sauberes Wasser, wenig Lärm, Zugang zu Natur- und Grüngebieten                                   | Naturkatastrophen, Umweltverschmutzung |
| Gesellschaftliche Situation | Bildungsmöglichkeiten, Kinderbetreuung, Kulturangebot, soziales und politisches Engagement, Freizeit              | Epidemische Krankheiten, Sucht, Analphabetismus, professionelle Kriminalität, mafiöse Strukturen, kollektive Angst                           |

## Wohlstand in Deutschland
Wohlstand entsteht durch eine hohe inländische Produktion von Gütern und Dienstleistungen, weil dadurch das Versorgungsangebot verbessert wird. Wichtige Voraussetzung ist damit ein wachsender Binnenabsatz oder zunehmende Exporte. Hinsichtlich der stagnierenden Bevölkerungszahlen und der zunehmenden Überalterung ist ein Wachstum der Binnennachfrage in Deutschland nur begrenzt möglich. Damit Außenhandelspotenziale ausgenutzt werden können und der Binnenmarkt nicht durch Konkurrenz-Länder bedroht wird, ist die internationale Wettbewerbsfähigkeit des Inlandes von Bedeutung. Dass deutsche Unternehmen international konkurrenzfähig sind und damit hochpreisige Produkte auf dem Weltmarkt absetzen können, zeigen die hohen Exportumsätze des Landes. Diese betrugen im Jahr 2008 nach den vorläufigen Ergebnissen des Statistischen Bundesamtes 1.157,18 Mrd. € (nominal/preisbereinigt).

Wohlstand Deutschlands 1950–2008 gemessen am BIP pro Kopf in €

Für diese Betrachtung ist das Bruttoinlandsprodukt je Kopf eine gute Messgröße, die durch Produktivität und Beschäftigung beeinflusst wird. Hier wird die Produktivität als Bruttoinlandsprodukt pro geleistete Arbeitsstunde gemessen. In Deutschland ist die Entwicklung beider Größen jedoch ungünstig. Die durchschnittliche jährliche Wachstumsrate der Produktivität betrug von 2000 bis 2005 nur 1,2 % und es zeichnet sich ein negativer Trend ab. Das Beschäftigungswachstum verringerte sich in diesem Zeitraum durchschnittlich um 0,4 %. Aus diesem Grund zielen politische Maßnahmen auf die Schaffung von mehr Beschäftigung ab.
Entscheidend für den Wohlstand des Landes ist das System der Sozialen Marktwirtschaft. Deutschland profitiert damit von der Effizienz der Märkte. Gleichzeitig werden im Sinne der Gesellschaft soziale Aspekte berücksichtigt.
Aus Sicht der Bevölkerung führen steigende Einkommen zu mehr Wohlstand. In Deutschland liegt die Haupteinkommensquelle in der abhängigen Beschäftigung. Der Nettoverdienst ist über einen Zeitraum von 60 Jahren deutlich schneller gestiegen als die Preise. Die durchschnittlichen Stundenlöhne lagen in Westdeutschland bei 1,31 DM = 0,67 € im Jahr 1950 und stiegen bis 2007 auf 13,59 €. Diese positive Entwicklung spiegelt sich auch in der Lohnquote wider, die 2008 aufgrund der steigenden Löhne immer noch ein hohes Niveau von 65 % erreichte. Durch den zunehmenden Einsatz des Produktionsfaktors Kapital hätte diese auf lange Sicht eigentlich sinken müssen.
Ein weiteres Merkmal für den bisherigen Anstieg des Wohlstands der Deutschen ist die zunehmende Freizeit. Die tarifliche Wochenarbeitszeit im Land ist von durchschnittlich 47 auf 37 Stunden gesunken. Mit zirka 30 Urlaubstagen im Jahr liegt Deutschland auf einem hohen Niveau. Diese tragen ebenfalls zu mehr Wohlstand bei.
Neben dieser Auswahl sind weitere Aspekte von Bedeutung. Dazu gehören beispielsweise eine intakte Umwelt sowie kulturelle und gesellschaftliche Werte. Diese Wohlstandsdimensionen werden jedoch bei der Messung von Wohlstand durch das Bruttoinlandsprodukt – das lediglich materiellen Wohlstand erfasst – nicht berücksichtigt.
Um der Vielschichtigkeit von Wohlstand Rechnung zu tragen, wird daher zu dessen Messung eine Ergänzung des BIP durch ökologische und gesellschaftliche Wohlstandsindikatoren gefordert. Hierfür plädieren u. a. der Sachverständigenrat zur Begutachtung der gesamtwirtschaftlichen Entwicklung in Deutschland und der französische Conseil d’Analyse Economique (CAE) in ihrem gemeinsamen Gutachten „Wirtschaftsleistung, Lebensqualität und Nachhaltigkeit: Ein umfassendes Indikatorensystem“. Konkret schlagen sie 25 Indikatoren aus drei Anwendungsbereichen vor: materieller Wohlstand, Lebensqualität und Nachhaltigkeit. Ein ähnlicher Vorschlag kommt von der Stiftung Denkwerk Zukunft. Im sogenannten Wohlstandsquintett stellt sie dem Bruttoinlandsprodukt pro Kopf vier weitere Indikatoren zur Seite: ein Verteilungsmaß (die sogenannte 80/20-Relation), die gesellschaftliche Ausgrenzungsquote, den ökologischen Fußabdruck in Relation zur global verfügbaren Biokapazität sowie die Schuldenquote.

## EU-Länder-Vergleich
Trotz der vielen Kritik ist das Bruttoinlandsprodukt der meist herangezogene Indikator zur Wohlstandsmessung. Um den internationalen Vergleich zwischen den Ländern zu ermöglichen, wird dieser auf Pro-Kopf-Basis berechnet.

EU-Länder-Vergleich nach BIP pro Kopf

Misst man das BIP pro Kopf in Kaufkraftstandards (kurz: KKS), so werden die unterschiedlich hohen Preisniveaus zwischen den Ländern ausgeglichen.
Bei dem EU-Länder Vergleich anhand von Bruttoinlandsprodukt pro Kopf belegt Luxemburg den ersten Platz. Dies ist laut Eurostat unter anderem auf die Vielzahl von Ausländern, die in Luxemburg arbeiten, zurückzuführen, da diese zwar zum BIP beitragen, jedoch nicht zu der Bevölkerung gezählt werden. Das Vermögen der Luxemburger ist 2,5 mal so groß wie das eines durchschnittlichen EU-Bürgers. Neben den Luxemburgern sind die reichsten EU-Bürger in Irland. Auf dem letzten Platz ist Bulgarien platziert. Die Menschen dort sind nicht mal halb so vermögend wie ein Normalbürger der EU. Einer der Gründe dafür ist der niedrige Arbeitslohn, der gerade mal 1,80 € beträgt. Deutschland liegt mit derzeit 116 % knapp über dem Durchschnitt.
2008 beurteilte man die Situation noch so, dass sich Deutschland in den letzten Jahren langsamer entwickelt hatte als die anderen Länder. 2008 zog man noch ein Szenario in Betracht, in dem sich diese Entwicklung fortsetzen würde und dann in den nächsten Jahren zu erwarten gewesen wäre, dass Deutschland zum Beispiel von Italien oder Spanien überholt würde. Mittlerweile hat sich gezeigt, dass die 2008 noch sehr gut dastehenden Länder Spanien, Italien und Irland mittlerweile in eine ernsthafte Krise abgerutscht sind und dass gerade Deutschland im Vergleich dazu gut dasteht. In Irland und Spanien war das Platzen von Immobilienblasen der Hauptgrund für das Abrutschen in die Krise.

## Probleme der Wohlstandmessung
Im Laufe der Zeit haben die Wissenschaftler eine Menge von Indikatoren und Indizes zur Wohlstandsmessung entwickelt, darunter Bruttoinlandsprodukt, Pro-Kopf-Einkommen, Wohlfahrtsfunktion und Index der menschlichen Entwicklung (HDI). Doch besonders das Bruttoinlandsprodukt wird seit Jahren zunehmend kritisiert. Kritiker bemängeln, dass Wohlstandsverluste wie Umweltverschmutzung, Lärm und Verkehrsunfälle nicht mit erfasst werden, sowie auch Größen bezüglich Freizeit, Hausarbeit, unbezahlte Arbeit wie die Produktion kostenfreier Informationen und Entertainment im Internet, Entwicklung von freier Software, Umweltschutz – inklusive Ressourcenverbrauch und dem Klimaschutz – und Verbesserung menschlicher Gesundheit.
Das Entwicklungsprogramm der Vereinten Nationen ermittelt mit dem Index der menschlichen Entwicklung (HDI) einen Index, der neben dem Pro-Kopf-Einkommen zusätzlich noch Aspekte wie Lebenserwartung, Volksgesundheit und Bildungsgrad berücksichtigt.
Einen weiteren Ansatz zur Wohlstandserfassung bietet der sogenannte Net Economic Welfare (NEW). Dieser geht zuerst vom Bruttoinlandsprodukt aus, das um die sozialen Kosten, wie zum Beispiel Umweltverschmutzung, bereinigt und um die privaten Dienste, wie Hausarbeit, erweitert wird. Das Problem dieser Methode ist die passende Kombination der einzelnen Messgrößen.
Auch wenn mit diesen Indikatoren deutliche Verbesserungen gegenüber der BIP-Messung erzielt werden, hat sich bislang noch kein Indikator zur wirklich ganzheitlichen Wohlstandserfassung eines Landes herausgebildet.

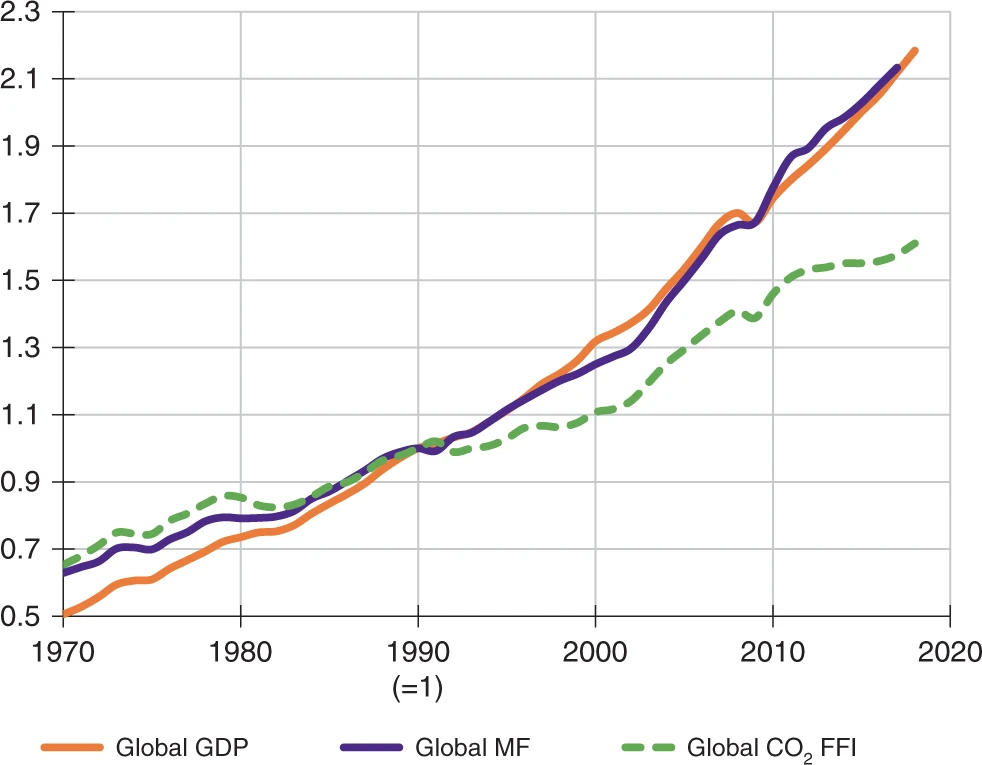
Die Beziehung zwischen dem globalen materiellen Fußabdruck, dem globalen Anstieg der CO_{2}-Emissionen und dem globalen BIP

Im Juni 2020 warnten Wissenschaftler die Menschheit, dass das weltweite Wachstum an Wohlstand, wenn man diesen am Bruttoinlandsprodukt (BIP) misst, den Ressourcenverbrauch und Schadstoffausstoß drastisch erhöht habe. Dabei seien die wohlhabendsten Bürger der Welt – hinsichtlich e.g. ressourcenintensivem Verbrauch – sowohl für den Großteil der schädlichen Auswirkungen auf die Umwelt, als auch für einen Übergang zu sichereren, nachhaltigeren Bedingungen verantwortlich. Dafür fassen sie Belege zusammen und stellen einige Lösungsansätze vor. Laut der Studie müssen tiefgreifende Änderungen von Lebensstilen und Verhaltensmustern technologische Fortschritte begleiten. Bestehende Gesellschaften, Ökonomien und Kulturen reizen einen Überkonsum an und Strukturen, die in marktbasierten Wirtschaftssystemen für, am BIP gemessenes, Wirtschaftswachstum optimieren, verhindern gesellschaftlichen Wandel.
Sarah Arnold von der New Economics Foundation erklärt, dass das BIP auch Aktivitäten umfasst, welche schädlich für die Wirtschaft und Gesellschaft sind – etwa Entwaldung, Tagebau und Überfischung. Die Zahl der jährlich im Netto verlorenen Bäume liegt bei ca. 10 Milliarden. Die Zahl übergewichtiger Erwachsener lag 2015 weltweit bei etwa 600 Millionen (12 %). BIP-Maßzahlen können auch als Zahlen, welche vom Menschen künstliche geschaffene, abstrakte, irreale Konstrukte darstellen und widerspiegeln, betrachtet werden. Nachdem das Center for Partnership Studies eine ähnliche abstrakte Metrik zu BIP entwickelt hat, erklärt sie, dass das BIP „und andere Metriken, welche diesen widerspiegeln und aufrechterhalten“ nicht die Produktion und Bereitstellung von für die Gesellschaft nützliche – oder vergleichsweise nützlicherere – Gütern und Dienstleistungen fördern: stattdessen ermutigen und begünstigen diese destruktiven Aktivitäten anstatt sie zu strukturell verhindern. Johan Rockström erklärt, dass es schwierig sei, eine Kompatibilität des gegenwärtigen BIP-basierten Wirtschaftsmodells mit dem rapiden Absenken von Treibhausgasemissionen zu sehen. Das BIP ärmerer Regionen wächst schneller, nachdem es nach einem Anschluss an Chinas Schnellstraßensystem mehr umweltverschmutzende Produktionsstätten anzieht. Steve Cohen des Earth Institutes erläutert, dass verschiedene Aktivitäten (oder Lebensstile) nicht gleich sind und nicht die gleichen Auswirkungen auf Umwelt und Nachhaltigkeit haben. Gegenwärtige Messungs- und Kalibrierungsmechanismen – inklusive deren Kalibrierungsoptima – bezüglich Wohlstand und „Wachstum“ von Wirtschaften sind keine Naturgesetze. Wohlstandsmessungen haben Aspekte, die die positiven Zustände von „Wohlstand“ implizit oder explizit künstlich definieren – etwa anhand von Mechanismen eines Finanzsystems wie vor allem der Wertung von Produkten und Dienstleistungen durch finanzielle Tauschmittel. Wohlstandsmessdaten und -Messungen – wie Kontostände, HDI oder BIP – selbst garantieren weder einen direkten und korrekten Bezug zur realen Situation noch eine gesellschaftliche Ausführung – oder Durchführbarkeit – entsprechender wirtschaftlicher Logik anhand der Messungen.